# アポリポタンパク質
アポリポタンパク質（アポリポタンパクしつ、英語: Apolipoprotein）は、リポタンパク質と結合し、リポタンパク質の認識や脂質代謝に関与する酵素群の活性化あるいは補酵素として働く一群のタンパク質である。アポ(apo-)はギリシア語系の接頭語で「～を切り離した、～をまぬがれる」という意。またリポ(lipo-)は脂質の意。 

## 種類
アポリポタンパク質は、構造やはたらきによりアポリポタンパク質AからEまでの5種に大別される。さらに、それらのいくつかは、アポリポプロテインA-IやC-IIのようにサブクラスに分けられる。

### アポリポプロテイン A
アポリポプロテインA-I（apo A-I）
apo A-IはHDLの主要な構成成分であり、HDLの代謝に関与している。apo A-I遺伝子を欠損したマウスでは血中の高密度リポタンパク質（HDL）濃度が著しく減少することが知られている。
アポリポプロテインA-II（apo A-II）
apo A-IIはHDLの二番目に主要な構成成分であり、HDLの代謝に関与している。マウスにおける老化アミロイドーシスの原因タンパク質としてアミロイド繊維を作る。

### アポリポプロテイン B
アポリポプロテインB-48（apo B-48）
粗面小胞体で合成された後、ゴルジ体へと輸送される過程で、糖鎖が付加されて成熟する。apo B-48の名前は、apo B遺伝子でコードされるタンパク質の内、N末端側の48%で構成されていることに由来する。これは、小腸においてapo Bが合成される際、mRNAが転写後に、その核酸塩基がシトシンからウラシルへと変換され、途中に終止コドンが生成するためである。apo B-48は合成後、カイロミクロンに組み込まれて、小腸からの脂質吸収に必須な役割を果たす。
アポリポプロテインB-100（apo B-100）
apo B-100はapo B遺伝子にコードされるタンパク質で、4,536アミノ酸残基よりなる非常に大きな分子である。apo B100は肝臓で合成され、超低密度リポタンパク質 (VLDL)の構成成分となる。他のアポリポタンパク質と異なり、VLDLとHDLとの間で相互に受け渡しが行われない。apo B-100はVLDLおよび低密度リポタンパク質 (LDL)に存在し、LDL受容体の主要なリガンドとして働く。

### アポリポプロテイン C
アポリポプロテインC-II（apo C-II）
apo C-IIはリポタンパク質が細胞に脂質を受け渡す際に必要な酵素であるリポプロテインリパーゼを活性化するのに必要となる分子である。apo C-IIはカイロミクロン、VLDLが成熟する際に、HDLから受け渡され、それらが末梢への脂質輸送を終えたときHDLに戻される。

### アポリポプロテイン E
apo C-IIと同様に、カイロミクロン、VLDLおよびLDLとHDL間で受け渡しと再利用が行われるタンパク質である。apo Eの役割は、細胞にこれらのリポタンパク質が認識されるときのマーカーとなる事である。すなわち、肝臓などにおけるLDL受容体に代表されるリポ脂質に対する受容体のリガンドとなる。
apo EにはE2、E3およびE4の3種の分子種(遺伝子多型)が知られている。それぞれの相違はアミノ酸配列の112番目と158番目にあり、「正常型（野生型）」といわれるapo E3では112番目がシステイン、158番目がアルギニンとなっているが、apo E4では112番目がアルギニン、apo E2では158番目がシステインとなっている。
アメリカでの調査では、apo Eの遺伝子型ε2、ε3およびε4の出現頻度はそれぞれ8％、78％および14％である。なお、他にapo E1、E5およびE7の存在が報告されているが、出現頻度は極めてまれである。
apo Eは遺伝子多型の観点からアルツハイマー、動脈硬化やマラリアなどとの関連が研究されている。
apo E2は受容体との親和性が弱く、家族性III型脂質異常症の原因因子である。また、apo E4はアルツハイマー病の危険因子として知られており、現在因果関係が活発に研究されている。